# Żochowo (Potęgowo)
Żochowo (deutsch Sochow, kasch. Żochòwò, slowinzisch Žʉ̀ɵ̯χɵvɵ) ist ein Dorf in der polnischen Woiwodschaft Pommern und gehört zur Landgemeinde Potęgowo (Pottangow) im Powiat Słupski (Kreis Stolp).

## Geographische Lage und Verkehrsanbindung
Żochowo liegt in Hinterpommern, etwa 25 Kilometer östlich der Kreisstadt Słupsk (Stolp) am linken Ufer der Lupow (Łupawa), die hier zwischen den Orten Łupawa (Lupow) und Strzyżyno (Stresow) eine der reizvollsten Flusslandschaften in Pommern bildet. Am rechten Flussufer liegt der Ort Poganice (Poganitz). 
Durch den Ort verläuft die polnische Landesstraße 6 (ehemalige deutsche Reichsstraße 2, heute auch Europastraße 28) die die polnisch-deutsche Grenze bei Kołbaskowo und Stettin mit Danzig verbindet und weiter bis nach Pruszcz Gdański (Praust) verläuft. Bahnanbindung besteht über die  acht Kilometer entfernte Bahnstation Potęgowo an der Staatsbahnstrecke 202 von Danzig nach Stargard.

## Ortsname
Die Ortsbezeichnung Żochowo kommt auch in der polnischen Woiwodschaft Masowien vor.

## Geschichte
Der historischen Dorfform nach war Żochowo ein Zeilendorf. Es war ein altes Puttkamersches Lehen: 1457 wird Martin von Puttkamer und 1523 Hans Putkummer tho Sochow genannt. Von 1728 bis 1777 war Sochow an die Grumbkows verpfändet.
Um 1784 hatte Sochow ein Vorwerk, drei Bauern, zwei Kossäten und eine Holzfällerwohnung bei insgesamt acht Feuerstellen.
Im Jahre 1804 wird ein von Pirch als Besitzer genannt, 1809/11 ein von Mach und 1841 ein von Lewinski. 1843 kaufte ein von Bandemer das Gut. Die letzten Besitzer waren 1884 ein Leutnant von Bandemer und 1893 Louis Schimmelpfennig. Von der Pommerschen Ansiedlungsgesellschaft wurde dann das Gut übernommen, und es konnten 48 Siedlerstellen geschaffen werden.
1910 waren in Sochow 440 Einwohner registriert, 1933 waren es 343 und 1939 noch 331. Bis 1945 gehörte Sochow mit dem Vorwerk Neu Sochow (heute polnisch: Żochówko, auch: Kolonia Żochówko) zum Amts- und Standesamtsbezirk Wendisch Karstnitz (1939–1945 Ramnitz, heute polnisch: Karznica) im Landkreis Stolp im  Regierungsbezirk Köslin der preußischen Provinz Pommern.
Am 8. März 1945 wurde Sochow von sowjetischen Truppen besetzt. Im Dorf entstand großer Schaden an Gehöften und der Kapelle. Im Sommer 1945 wurde der Ort polnisch. Die gesamte Bevölkerung wurde über die Oder nach Westen deportiert. Aus Sochow wurde das polnische Żochowo, das heute zur Gmina Potęgowo im Powiat Słupski in der Woiwodschaft Pommern (1975 bis 1998 Woiwodschaft Słupsk) gehört. Hier leben jetzt 167 Einwohner.

## Kirche
Im Jahre 1913 wurde in Sochow eine Kapelle gebaut. Pfarramtlich gehörte Sochow bis 1945 mit seiner überwiegend evangelischen Bevölkerung zum Kirchspiel Lupow (heute polnisch: Łupawa) im Kirchenkreis Stolp-Altstadt der Kirchenprovinz Pommern in der Kirche der Altpreußischen Union. Der letzte deutsche Geistliche war Pfarrer Gerhard Gehlhoff.
Seit 1945 ist die Bevölkerung von Żochowo fast ausnahmslos katholisch. Das Dorf liegt in der Pfarrei Łupawa (Lupow) im neugebildeten Dekanat Łupawa, das zum Bistum Pelplin der Katholischen Kirche in Polen gehört. Einwohner, die zur evangelischen Kirche gehören, sind nun in die Kreuzkirchengemeinde in Słupsk in der Diözese Pommern-Großpolen der Evangelisch-Augsburgischen Kirche in Polen eingepfarrt.

## Schule
In der im Jahre 1932 einstufigen Volksschule in Sochow unterrichtete ein Lehrer 48 Schulkinder.